# Roger Mucchielli
Pour les articles homonymes, voir Mucchielli.
Roger Mucchielli, né en 1919 à Orléansville, en Algérie, d'une famille corse originaire de Ghisoni, décédé en 1981, agrégé de philosophie et neuropsychiatre, est un psycho-sociologue et un psychopédagogue.

## Biographie
Licencié en philosophie à l'âge de 20 ans, après avoir fait son service militaire aux cadets de Saumur où son unité résiste à l'avancée allemande en 1940, il rejoint l'armée française en Afrique du Nord. Il sert comme officier dans la Division Leclerc lors de la Seconde Guerre mondiale qui suit le débarquement en Normandie et participe à la libération de Paris. Grièvement blessé au Bourget, il reçoit les insignes de Commandeur de la Légion d'honneur à titre militaire avec citations. Il se voit décerner en outre plusieurs médailles militaires (Croix de guerre avec 5 citations dont deux palmes, Presidential Cross of USA, Médaille de la Résistance, Médaille des FFL, Compagnon du 8 novembre 1942).
Agrégé de philosophie à l'âge de 30 ans, docteur en médecine en 1959, puis docteur-ès-Lettres en 1965 (sociologie et psychologie) après cinq années de détachement au CNRS, il fait plusieurs missions aux États-Unis et en Afrique subsaharienne et publie une quarantaine d'ouvrages et de nombreux articles et communications.
Il commence sa carrière d'enseignant en philosophie au lycée de Montluçon, puis au lycée Clemenceau de Nantes. De 1953 à 1958, il est détaché au CNRS et y prépare son doctorat ès Lettres.
En 1958, il est chargé d'enseignement à la Faculté des Lettres et Sciences Humaines de 
l'université de Rennes, puis maître de conférences en 1959 et professeur en 1962.
En 1966, il est nommé à la Faculté des lettres et sciences humaines de l'Université de Nice, où il fonde le département de psychologie et occupe la chaire de psychologie et pédagogie.
Qualifié neuropsychiatre en 1969, Roger Mucchielli a fondé au cours de sa carrière trois centres de psycho-pédagogie et de psycho-sociologie et deux revues internationales. Il a été président de l'Institut international de synthèses psychothérapiques.
À la suite de l'une de ses missions aux États-Unis, il crée une méthode baptisée le Synergomètre,.
Il a créé et dirigé chez ESF éditeur (ex. : Éditions Sociales Françaises) la collection « Formation permanente en Sciences humaines ».
Il a appartenu au comité de patronage de Nouvelle École.
Il est père de six enfants : Alex, Sylvia, Jean-Louis, Marie-Laure, Laurent et Claire Vanina, de deux mariages. Il s'est marié en 1967 avec Arlette Bourcier.

## Les thèmes de Mucchielli
Roger Mucchielli soutient deux thèses ès Lettres, en 1959 : Le Mythe de la cité idéale, œuvre philosophique, et Le Jeu du monde et le Village imaginaire, qui le conduira à la création du test projectif « Le Village imaginaire », également utilisé comme outil en psychothérapie d'enfants et exploité sous la forme itérative par une équipe rennaise. Le test est aussi mis en pratique dans le film J'ai quitté l'Aquitaine, de Laurent Roth, qui propose de réunir les membres de la famille du réalisateur autour d'une boîte de jeu de construction pour tenter de reconstituer le bonheur tel qu'il était dans la maison de famille du Cap Ferret, vendue vingt-cinq ans plus tôt.

### La dynamique des groupes
Par exemple, un ouvrage comme La dynamique de groupe développe largement les travaux de Kurt Lewin.

### Le travail en équipe
L'entretien de face à face dans la relation d'aide repose sur la pensée de Carl Rogers. Communication et réseaux de communication approfondit les conceptions d'Abraham Maslow et d'Harold J. Leavitt. Ses travaux sont parfois cités sur les questions de management,.
Il est intervenu dans le domaine de la pédagogie active, sur les concepts et les méthodes pédagogiques, écrivant des ouvrages comme La Méthode des cas ou Les Méthodes actives dans la pédagogie des adultes, reprenant la technique du Jeu de rôle de Moreno.
Disciple de René Le Senne, il a composé plusieurs ouvrages psycho-pédagogiques en utilisant l'étude des caractères : Psychologie pratique pratique des élèves de 7 à 12 ans (1958), Comment connaître votre enfant (1963). En lien avec la caractérologie, il a développé la méthode morphopsychologique (Caractères et visages, 1954).

## Publications et ouvrages
L'intégralité de la bibliographie de Roger Mucchielli (45 ouvrages et 105 articles) est détaillée dans le livre publié en son hommage, après son décès : L'Homme et ses potentialités, Paris, ESF éditeur, 1984.
- Roger Mucchielli, Caractères et visages, Paris, Presses universitaires de France, coll. « Caractères », 1954, 280 p. (BNF 32471699)
- Psychologie pratique des élèves de 7 à 12 ans, Paris, Bordas, 1958 (deux volumes).
- La Caractérologie à l'âge scientifique, Éditions du Griffon, 1961.
- La Philosophie, éditions Bordas, 1965.
- Comment ils deviennent délinquants, Paris, Éditions sociales françaises, 1965, 234 p.
- Introduction à la psychologie structurale, 1966.
- Roger Mucchielli et Arlette Mucchielli-Bourcier, Lexique de la psychologie, Paris, Éditions sociales françaises, 1969, 184 p. (BNF 35374133)
- Roger Mucchielli et Arlette Mucchielli-Bourcier, Lexique des sciences sociales, Paris, Éditions sociales françaises, 1969, 197 p. (BNF 35374101)
- Roger Mucchielli, La Méthode des cas : connaissance du problème, applications pratiques, Paris, Editions ESF, 1992 (1re éd. 1969), 160 p. (ISBN 2-7101-0990-5)
- L'Examen psychotechnique: Connaissance du problème, applications pratiques, ESF éditeur, Paris, 1969.
- La Personnalité de l'enfant. Son édification de la naissance à la fin de l'adolescence, ESF éditeur, Paris, 1971, 197 p.
- Roger Mucchielli, La Subversion, éditions Bordas, 143 p. (première édition), 1971.
- L'Entretien de face à face dans la relation d'aide, ESF éditeur, Paris, 1998.
- L'Observation psychologique et psychosociologique, ESF éditeur, Paris, 1999.
- Roger Mucchielli, Les Complexes personnels : connaissance du problème, applications pratiques, Paris, Les Éditions ESF-Entreprise Moderne d'Edition Librairies Techniques, 1994, 56 p. (ISBN 2-7101-0725-2, lire en ligne)
- Études des communications : Approche systémique dans les organisations, Armand Colin, Paris, 2004.
- Roger Mucchielli, La Conduite des réunions, Paris, ESF éditeur, 2004, 191 p. (ISBN 978-2-7101-1643-1)
- Roger Mucchielli, La Dynamique des groupes, Issy-les-Moulineaux France, ESF éditeur, 2006, 15e éd. (ISBN 2-7101-1794-0)
- Roger Mucchielli, L'Analyse de contenu : des documents et des communications, Issy-les-Moulineaux, ESF éditeur, 2006, 223 p. (ISBN 2-7101-1764-9)
- Roger Mucchielli, Le Travail en équipe : clés pour une meilleure efficacité collective, Issy-les-Moulineaux, ESF Éditeur, 2007, 208 p. (ISBN 978-2-7101-1837-4)
- Roger Mucchielli, Les méthodes actives dans la pédagogie des adultes, Issy-les-Moulineaux, Éditions ESF, 2008, 231 p. (ISBN 978-2-7101-1979-1)
- Roger Mucchielli (Nouvelle éd. revue et mise à jour), La Subversion, Paris, CLC, 1976, 184 p. (ISBN 978-2-900395-02-8)
- Psychologie de la relation d'autorité, ESF éditeur, Paris.
- Roger Mucchielli, Communication et réseaux de communications : pour accroître l'efficacité dans l'entreprise, Paris, ESF éditeur, 1999, 198 p. (ISBN 2-7101-1300-7)
- Roger Mucchielli, L'Interview de groupe : connaissance du problème, applications pratiques, Paris, ESF éditeur, 1996, 72 p. (ISBN 2-7101-1199-3)
- Roger Mucchielli, Le Questionnaire dans l'enquête psycho-sociale : connaissance du problème, applications pratiques, Paris, Entreprise moderne d'édition, 1993, 8 p. (ISBN 2-7101-0997-2, lire en ligne)
- Roger Mucchielli, Opinions et changement d'opinion ; connaissance du problème, applications pratiques, Paris, Entreprise moderne d'édition Librairies techniques, 1988, 150 p. (ISBN 2-7101-0726-0, lire en ligne)